# 泰爾諾瓦 (利普齊市鎮)
50°11′25″N 36°40′8″E / 50.19028°N 36.66889°E
泰爾諾瓦（烏克蘭語：Тернова）是位於烏克蘭東部的村莊，由哈爾科夫州哈爾科夫區的利普齊市鎮負責管轄。該村面積3.53平方公里，海拔高度191米，人口密度每平方公里256.9人。